# بروك ويكوف
بروك ويكوف (بالإنجليزية: Brooke Wyckoff)‏ مواليد 30 مارس 1980 في ليك فورست، هي لاعبة كرة سلة أمريكية معتزلة أصبحت مدربة مساعدة. بدأت مسيرتها الاحترافية في سنة 2001. تم اختيارها من قبل فريق أورلاندو ميريكل خلال الدرافت. تدرب في تجمع ساحل الأطلسي. اعتزلت اللعب في 2009.

## المسيرة الاحترافية
لعبت مع أورلاندو ميريكل في موسم 2001–2002، ثم لعبت مع كونيتيكت صن من سنة 2003 إلى 2005، ثم لعبت مع شيكاغو سكاي من سنة 2006 إلى 2009.

## روابط خارجية
- بروك ويكوف على موقع الاتحاد الوطني لكرة السلة النسائية (الإنجليزية)
- بروك ويكوف على موقع كرة السلة الأوروبية.كوم (الإنجليزية)
- بروك ويكوف على موقع كلية كرة السلة في سبورتس رفرنس.كوم (الإنجليزية)
- بروك ويكوف على موقع بروبوليرز (الإنجليزية)
- بروك ويكوف على موقع سبورتس رفرنس (الإنجليزية)
- بروك ويكوف على موقع كلية كرة السلة في سبورتس رفرنس.كوم (الإنجليزية)